# Äbutälip Achmetow
Äbutälip Ibischanuly Achmetow (kasachisch Әбутәліп Ібіжанұлы Ахметов, russisch Абуталип Ибижанович Ахметов Abutalip Ibischanowitsch Achmetow; * 4. November 1949 in der Sowchose Kenes, Rajon Talas, Oblast Dschambul, Kasachische SSR; † 10. November 2010 in Duschanbe) war ein kasachischer Diplomat und Botschafter Kasachstans in Tadschikistan.

## Leben
Achmetow wurde 1949 geboren. Zwischen 1968 und 1970 diente er in der sowjetischen Armee. Er ist Absolvent des staatlichen Instituts für Internationale Beziehungen in Moskau, das er von 1971 bis 1977 besuchte. Seit 1982 ist er in der Diplomatie beschäftigt. Zunächst war er bis 1989 Abteilungsleiter im Außenministerium der Kasachischen SSR. Von 1990 bis 1992 war Achmetow zweiter Sekretär in der sowjetischen Botschaft in Vietnam, 1992 bis 1997 erster Sekretär und Geschäftsträger in der kasachischen Botschaft in der Türkei, bevor er 1997 bis 1998 im kasachischen Außenministerium arbeitete.
Die folgenden zwei Jahre war er Generalkonsul der Republik Kasachstan in Maschhad im Iran. Zwischen 2000 und 2002 wurde er stellvertretender Vorsitzender des Ausschusses für GUS-Angelegenheiten des Außenministeriums. Von April 2002 bis Mai 2008 war er Generalkonsul der Republik Kasachstan in Istanbul.
Von Mai 2008 bis November 2010 war er außerordentlicher und bevollmächtigter Botschafter Kasachstans in Tadschikistan.
Achmetow war mit Älija Achmetowa verheiratet und hatte einen Sohn (Marat, * 1981) und eine Tochter (Toghschan, *1984). Er sprach fließend Kasachisch, Russisch, Türkisch und Französisch und wurde mit dem Orden Kurmet ausgezeichnet.